# غزوة أحد

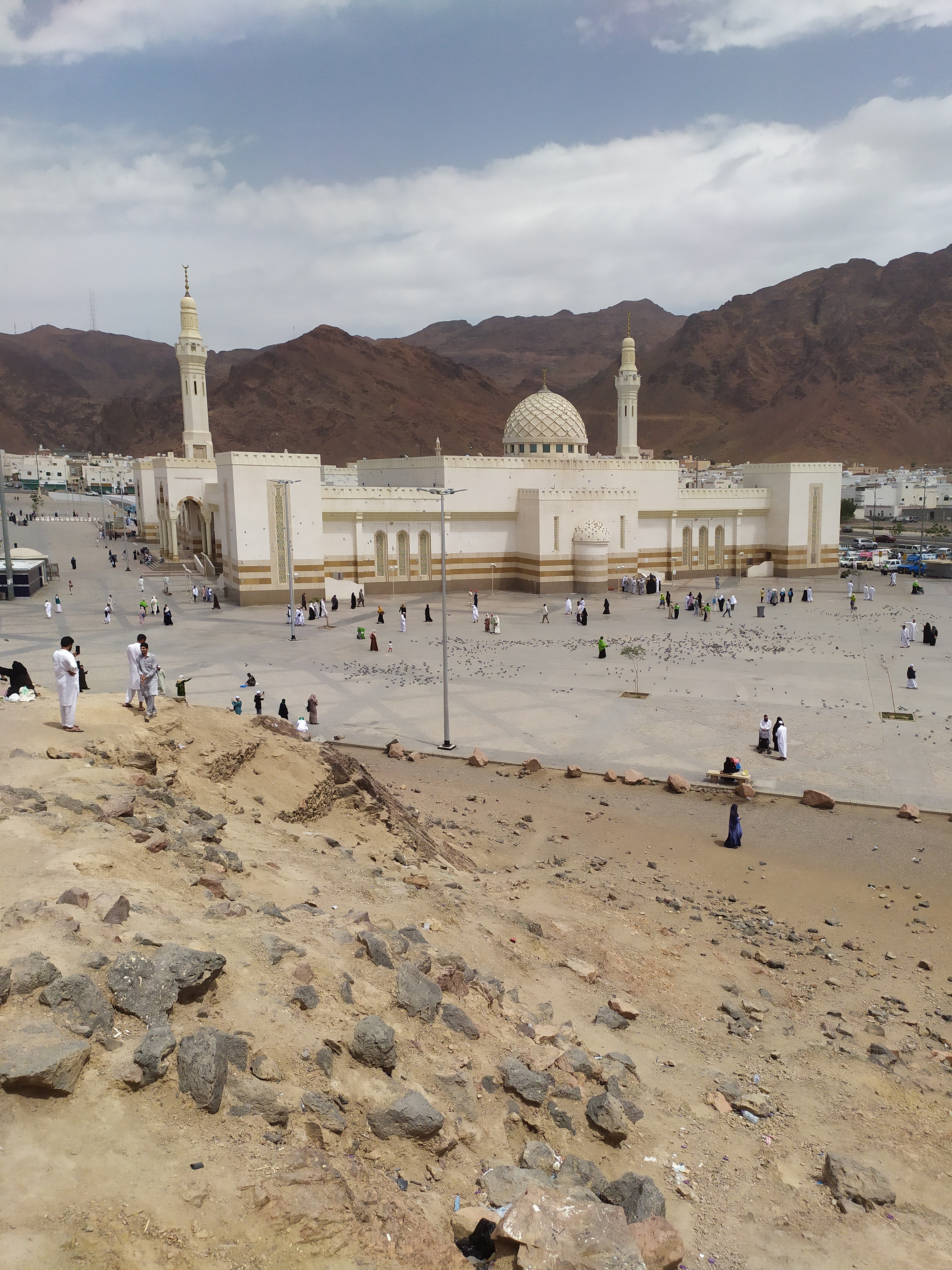
جبل أحد في المدينة المنورة، جامع سيد الشهداء

غزوة أُحُد هي معركة وقعت بين المسلمين وقبيلة قريش في يوم السبت السابع من شهر شوال في العام الثالث للهجرة. بين جيش المسلمين بقيادة الرسول محمد، وقبيلة قريش بقيادة أبي سفيان بن حرب. غزوة أحد هي ثاني غزوة كبيرة يخوضها المسلمون، حيث حصلت بعد عام واحد من غزوة بدر. وسميت بهذا الاسم نسبة إلى جبل أحد بالقرب من المدينة المنورة، الذي وقعت الغزوة على أحد السفوح الجنوبية له.
السبب الرئيس للغزوة هو رغبة قريش في الانتقام من المسلمين بعد أن ألحقوا بها الهزيمة في غزوة بدر، ومن أجل استعادة مكانتها بين القبائل العربية التي تضررت بعد غزوة بدر، فجمعت حلفائها لمهاجمة المسلمين في المدينة المنورة. كان عدد المقاتلين من قريش وحلفائها حوالي ثلاثة آلاف، في حين كان عدد المقاتلين المسلمين حوالي ألف، انسحب منهم حوالي ثلاثمئة، ليصبح عددهم سبعمئة مقاتل. قُتل سبعون من المسلمين في الغزوة، في حين قُتل اثنان وعشرون من قريش وحلفائها. يعتقد المسلمون أن نتيجة غزوة أحد تعلم وجوب طاعة النبي محمد، واليقظة والاستعداد، وأن الله أراد أن يمتحن قلوب المؤمنين ويكشف المنافقين كي يحذر الرسول محمد منهم.

## أسباب المعركة والتحضير لها

### الأسباب
كان من نتائج غزوة بدر ازدياد قوة المسلمين، وتهديدهم لطريق قريش التجاري إلى بلاد الشام، بل وشكلوا تهديدًا لنفوذها في منطقة الحجاز بأسرها؛ لأن اقتصاد قريش قائم على رحلتي الشتاء والصيف، وإن تم قطع أحد الطرق فذلك يلحق ضررًا بالآخر؛ لأن تجارتهم في بلاد الشام قائمة على سلع اليمن، وتجارتهم في اليمن قائمة كذلك على سلع بلاد الشام. فأرادت قريش أن تهاجم المسلمين لتقضي عليهم قبل أن يصبحوا قوة تهدد كيانهم.

### استعداد قريش وحلفائها
ذهب كل من صفوان بن أمية، وعبد الله بن ربيعة، وعكرمة بن أبي جهل إلى أبي سفيان ليطلبوا منه مال قافلته كي يستطيعوا تجهيز الجيش لمهاجمة المسلمين، حيث كان مقدار ربح القافلة حوالي خمسين ألف دينار، فوافق أبو سفيان، وبعثت قريش مندوبين إلى القبائل لتحريضهم على القتال، وفتحت باب التطوع للرجال من قبائل الأحباش وكنانة وأهل تهامة. فجمعت قريش ثلاثة آلاف مقاتل مع أسلحة و700 درع، وكان معهم أيضًا 3 آلاف من البعير و200 فَرسًا و15 ناقة ركبت عليهن 15 امرأة لتشجيع المقاتلين، وتذكيرهم بما حدث في غزوة بدر، ودعمهم في حال الحاجة. وكانت القيادة العامة للجيش بيد أبي سفيان، في حين كان خالد بن الوليد قائد الفرسان بمعاونة عكرمة بن أبي جهل، أما قيادة اللواء فكانت لبني عبد الدار.

### استعداد المسلمين
في أثناء استعداد قريش وحلفائها للقتال، طلب أبو سفيان من العباس بن عبد المطلب أن يشارك في قتال المسلمين، لكنه رفض وأخبر الرسول محمد سرًا بالخطر الذي يتهدد المسلمين، فقال الرسول محمد: «قد رأيت والله خيرًا رأيت بقرا تذبح، ورأيت في ذباب سيفي ثلمًا، ورأيت أني أدخلت يدي في درع حصينة فأولتها المدينة» والمقصود بالبقر التي تذبح هو عدد من الصحابة يقتلون، أما المقصود بالكسر «الثلم» الذي يحصل للسيف فهو إصابة أحد أهل بيت النبي محمد. وقامت فرقة من الصحابة من الأنصار بحراسة الرسول محمد، على رأسهم: سعد بن معاذ، وسعد بن عبادة، وأسيد بن حضير، وقامت مجموعات من الصحابة بحراسة مداخل المدينة المنورة وأسوارها. وكانت خطة المسلمين في المعركة هي أن يجعل الرسول محمد المدينة أمامه، وجبل أحد خلفه، ووضع خمسين من الرماة على قمة هضبة عالية مشْرفة على ميدان المعركة، وكان قائدهم هو عبد الله بن جبير. وأمرَهم الرسول بالبقاء في أماكنهم وعدم مغادرتها إلا بإذن منه، حيث قال لهم: «ادفعوا الخيل عنا بالنبال»، وقام بتقسيم الجيش إلى عدة أقسام واستلم قيادة المقدمة.

## أحداث المعركة

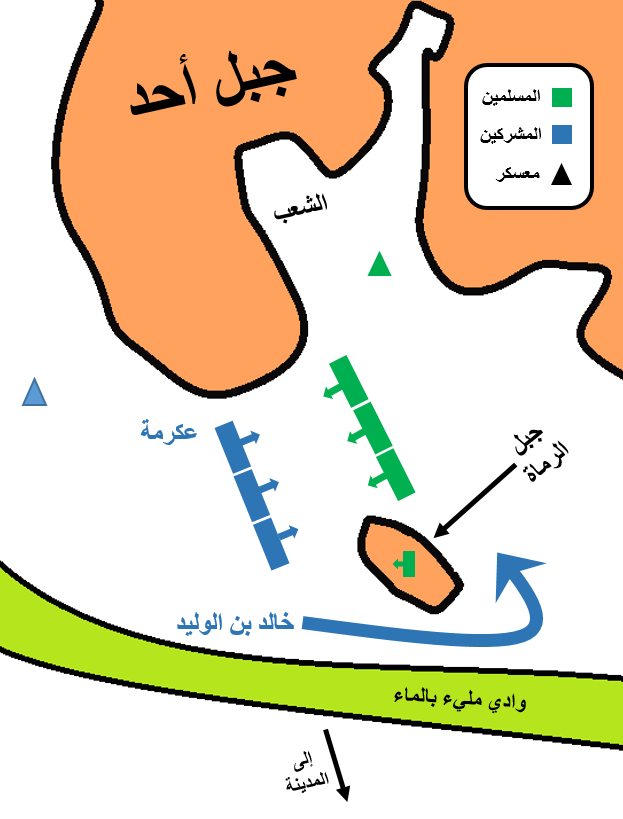
تفاصيل معركة أحد

### وصول قريش وحلفائها إلى أسوار المدينة المنورة
سلكت قريش مع حلفائها الطريق الغربية الرئيسية، وعند وصولهم إلى الأبواء اقترحت هند بنت عتبة زوجة أبي سفيان على الجيش أن يقوم بنبش قبر أم الرسول محمد، لكنه رفض الطلب لما قد يكون له من عواقب وخيمة. وتابع الجيش مسيره حتى اقترب من المدينة المنورة، فعبر من وادي العقيق الذي يقع شمال المدينة المنورة بجانب أحد، ثم انحرف إلى جهة اليمين حتى وصل مكانًا يدعى عينين في منطقة بطن السبخة عند قناة على شفير الوادي، وعسكر هناك. وعندما علم المسلمون بتقدم قريش وحلفائها، أمر الرسول محمد السكان بالبقاء في المدينة، بحيث إذا أقامت قريش في معسكرها كانت إقامتهم بلا فائدة، وإذا قرروا دخول المدينة يدافع عنها الرجال في مداخل الأزقة، والنساء على سطوح البيوت، ووافقه على هذا الرأي «زعيم المنافقين» عبد الله بن أبي سلول كي يستطيع الانسحاب من المعركة دون أن يعلم أحد بذلك.
عندما تقارب الجمعان وقف أبو سفيان ينادي أهل يثرب بعدم رغبة مكة في قتال يثرب واستناداً إلى سيرة الحلبي فإن عرض أبو سفيان قوبل بالاستنكار والشتائم وهنا قامت زوجته هند بنت عتبة مع نساء مكة يضربن الدفوف ويغنين:
وجعلت هند تقول:
فتقدم رجال من بني عبد الدار من قريش، وكانت فيهم سدانة الكعبة ولواء قريش، وعقد جيش مكة ثلاثة ألوية لواء مع طلحة بن أبي طلحة العبدري القرشي ولواء مع سفيان بن عويف الحارثي الكناني ولواء مع رجل من الأحابيش من كنانة.
وأعطى الرسول راية جيشه لمصعب بن عمير وهو أيضا من بني عبد الدار من قريش وجعل الزبير بن العوام قائدا لأحد الأجنحة والمنذر بن عمرو قائدا للجناح الآخر ورفض الرسول مشاركة أسامة بن زيد وزيد بن ثابت في المعركة لصغر سنهما ودفع الرسول سيفه إلى أبي دجانة الأنصاري وكان مشهورا بوضع عصابة حمراء أثناء القتال وكان مشهورا أيضا بالشجاعة والتبختر بين الصفوف قبل بدء المعركة وقال فيه الرسول واستنادا إلى السهيلي في كتابه «الروض الأنف في تفسير السيرة النبوية» «إنها لمشية يبغضها الله إلا في مثل هذا الموطن».
بدأت المعركة عندما هتف الرسول برجاله «أمت، أمت» واستطاع المسلمون قتل أصحاب اللواء من بني عبد الدار من قريش فاستطاع علي بن أبي طالب قتل طلحة الذي كان حامل لواء قريش فأخذ اللواء بعده شخص يسمى أبو سعد ولكن سعد بن أبي وقاص تمكن من قتله وآخر من حمل اللواء صوأب وهو عبد حبشي لبني عبد الدار فلما قتل رفعته عمرة بنت علقمة الحارثية الكنانية زوجة غراب بن سفيان بن عويف الكناني فلاثوا به وبقي اللواء مرفوعا وفي هذا يقول حسان بن ثابت:
وقال أيضا:

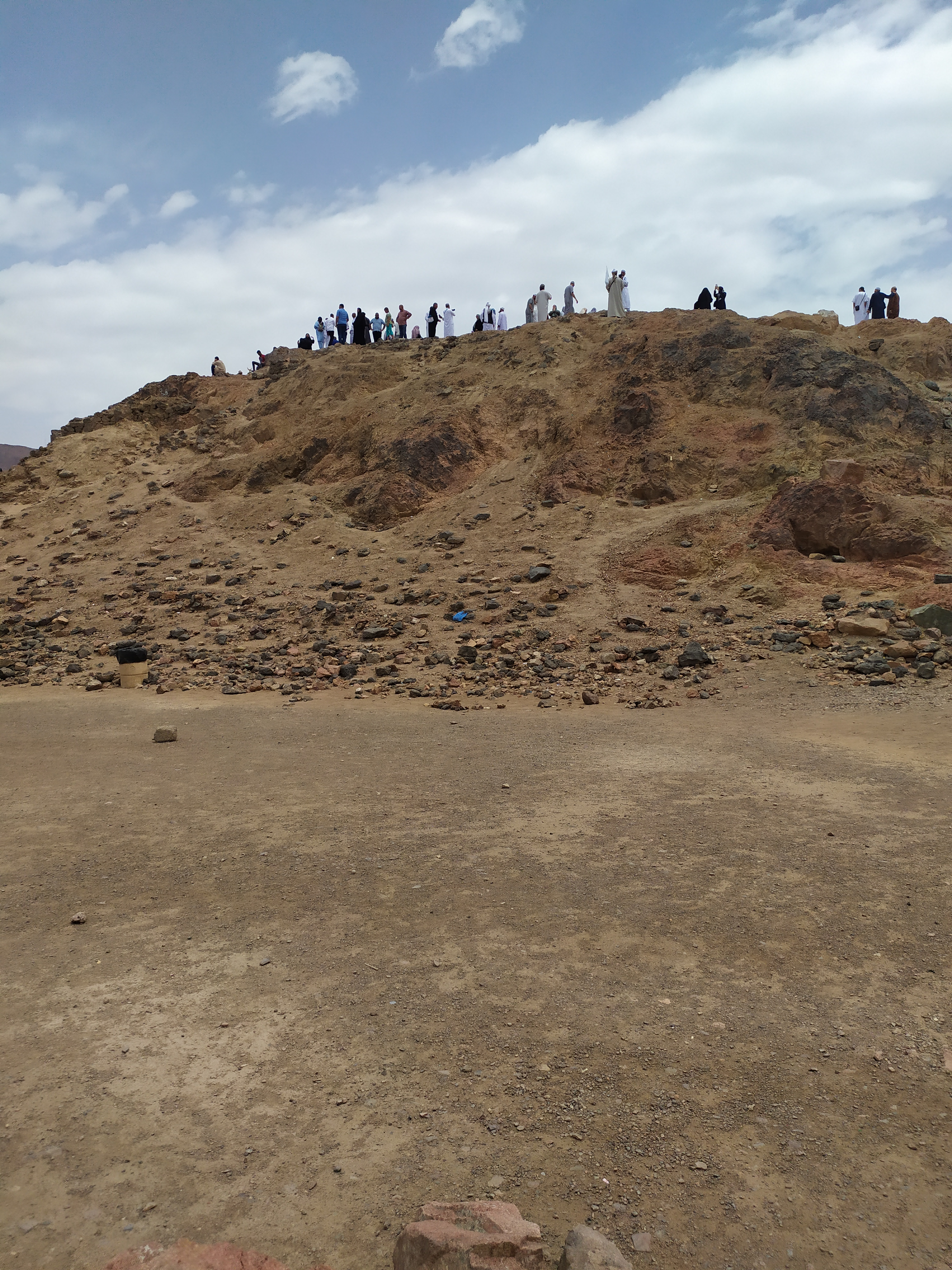
جبل الرماة، غزوة أحد

وفي هذه الأثناء انتشر المسلمون على شكل كتائب متفرقة واستطاعت نبال المسلمين من إصابة الكثير من خيل أهل مكة وتدريجيا بدأ جيش مكة بإلقاء دروعهم وتروسهم تخففا للهرب وآخر وفي هذه الأثناء صاح الرماة الذين تم وضعهم على الجبل «الغنيمة، الغنيمة» ونزل 40 منهم إلى الغنيمة بينما بقيت ميمنة خالد بن الوليد وميسرة عكرمة بن أبي جهل ثابتة دون حراك وفي هجمة مرتدة سريعة أطبقت الأجنحة على وسط المسلمين وتمكنت مجموعة من جيش مكة من الوصول إلى موقع الرسول.

## إشاعة مقتل النبي محمد
استنادا إلى الطبري فإنه عند الهجوم على الرسول تفرق عنه أصحابه وأصبح وحده ينادي «إليّ يا فلان، إليّ يا فلان، أنا رسول الله» واستطاع عتبة بن أبي وقاص الزهري القرشي أن يصل إلى الرسول ويكسر خوذة الرسول فوق رأسه الشريف وتمكن عبد الله بن شهاب الزهري القرشي من أن يحدث قطعا في جبهة الرسول وتمكن عبد الله بن قمئة الليثي الكناني من كسر أنفه وفي هذه الأثناء لاحظ أبو دجانة حال الرسول فانطلق إليه وارتمى فوقه ليحميه فكانت النبل تقع في ظهره وبدأ مقاتلون آخرون يهبون لنجدة الرسول منهم مصعب بن عمير وزياد بن السكن وخمسة من الأنصار فدافعوا عن الرسول ولكنهم قتلوا جميعا وعندما قتل عبد الله بن قميئة الليثي الكناني الصحابي مصعب بن عمير ظن أنه قتل الرسول فصاح مهللا «قتلت محمدا» ولكن الرسول في هذه الأثناء كان يتابع صعوده في شعب الجبل متحاملا على طلحة بن عبيد الله والزبير بن العوام واستنادا إلى رواية عن الزبير بن العوام فإن تلك الصرخة كانت عاملا مهما في هزيمة المسلمين حيث قال ابن العوام «وصرخ صارخ: ألا إن محمدا قد قتل، فانكفأنا وانكفأ القوم علينا»
هناك آراء متضاربة عن الشخص الذي أطلق تلك الصيحة التي اشتهرت عند المسلمين باسم صرخة الشيطان فيقول البيهقي «وصاح الشيطان: قتل محمد» بينما يقول ابن هشام «الصارخ إزب العقبة، يعني الشيطان» وهناك في سيرة الحلبي الصفحة 503 المجلد الثاني، رواية عن عبد الله بن الزبير أنه رأى رجلا طوله شبران فقال من أنت؟ فقال إزب فقال بن الزبير ما إزب؟ فقال رجل من الجن
وقد أقبل أبي بن خلف الجمحي القرشي على النبي عليه الصلاة والسلام -وكان قد حلف أن يقتله- وأيقن أن الفرصة سانحة، فجاء يقول: «يا كذّاب أين تفر!» وحمل على الرسول بسيفه، فقال النبي: بل أنا قاتله إن شاء الله، وطعنه في جيب درعه طعنة وقع منها يخور خوار الثور، فلم يلبث إلا يوماً أو بعض يوم حتى مات. ومضى النبي يدعو المسلمين إليه، واستطاع -بالرجال القلائل الذين معه- أن يصعد فوق الجبل، فانحازت إليه الطائفة التي اعتصمت بالصخرة وقت الفرار. ووجد النبي بقية من رجاله يمتنع بهم، وعاد لهؤلاء صوابهم إذ وجدوا الرسول حياً وهم يحسبونه مات.
ويبدو أن إشاعة قتل النبي سرت على أفواه كثيرة، فقد مر أنس بن النضر بقوم من المسلمين ألقوا أيديهم وانكسرت نفوسهم فقال: ما تنتظرون: قالوا: «قتل رسول الله صلَّى الله عليه وسلم» فقال: «وما تصنعون بالحياة بعده؟. قوموا فموتوا على ما مات عليه».. ثم استقبل المشركين فما زال يقاتلهم حتى قتل.
روى مسلم: «أن رسول الله صلَّى الله عليه وسلم أفرد يوم أحد في سبعة من الأنصار ورجلين من قريش، فلما أرهقه المشركون قال: من يردهم عني وله الجنة؟ فتقدم رجل من الأنصار، فقاتل حتى قتل، ثم رهقوه، فقال من يردهم عني وله الجنة، فلم يزل كذلك حتى قتل السبعة. فقال رسول الله: ما أنصفنا أصحابنا -يعني من فَرُّوا وتركوه». وقتل من جيش أهل مكة أولاد سفيان بن عويف الكناني الأربعة: أبو الحمراء وأبو الشعثاء وخالد وغراب. فتركت هذه الاستماتة أثرها، ففترت حدَّة قريش في محاولة قتل الرسول، وثاب إليه أصحابه من كل ناحية وأخذوا يلمون شملهم ويزيلون شعثهم. وأمر النبي صحبه أن ينزلوا قريشاً من القمة التي احتلوها في الجبل قائلاً: ليس لهم أن يعلونا، فحصبوهم بالحجارة حتى أجلوهم عنها.
وقد نجح الرماة حول الرسول كسعد بن أبي وقاص وأبو طلحة الأنصاري في رد المشركين الذين حاولوا صعود الجبل، وبذلك أمكن المسلمين الشاردين أن يلحقوا بالنبي ومن معه.
وقد أصاب الصحابة التعب والنعاس فقد داعب الكرى أجفان البعض من طول التعب والسهر، فإذا أغفى وسقط من يده السيف عاودته اليقظة فتأهب للعراك من جديد ويقول المسلمون ان "هذا من نعمة الله على القوم فقد جاء في القرآن ﴿ثُمَّ أَنْزَلَ عَلَيْكُمْ مِنْ بَعْدِ الْغَمِّ أَمَنَةً نُعَاسًا يَغْشَى طَائِفَةً مِنْكُمْ وَطَائِفَةٌ قَدْ أَهَمَّتْهُمْ أَنْفُسُهُمْ يَظُنُّونَ بِاللَّهِ غَيْرَ الْحَقِّ ظَنَّ الْجَاهِلِيَّةِ يَقُولُونَ هَلْ لَنَا مِنَ الْأَمْرِ مِنْ شَيْءٍ قُلْ إِنَّ الْأَمْرَ كُلَّهُ لِلَّهِ يُخْفُونَ فِي أَنْفُسِهِمْ مَا لَا يُبْدُونَ لَكَ يَقُولُونَ لَوْ كَانَ لَنَا مِنَ الْأَمْرِ شَيْءٌ مَا قُتِلْنَا هَاهُنَا قُلْ لَوْ كُنْتُمْ فِي بُيُوتِكُمْ لَبَرَزَ الَّذِينَ كُتِبَ عَلَيْهِمُ الْقَتْلُ إِلَى مَضَاجِعِهِمْ وَلِيَبْتَلِيَ اللَّهُ مَا فِي صُدُورِكُمْ وَلِيُمَحِّصَ مَا فِي قُلُوبِكُمْ وَاللَّهُ عَلِيمٌ بِذَاتِ الصُّدُورِ ۝١٥٤﴾ [آل عمران:154].
وظن المسلمون -لأول وهلة- أن قريشاً تنسحب لتهاجم المدينة نفسها، فقال النبي لعلي بن أبي طالب: اخرج في آثار القوم فانظر ماذا يصنعون؟ فإن هم جنَّبوا الخيل وامتطوا الإبل فإنهم يريدون مكة، وإن ركبوا الخيل وساقوا الإبل فهم يريدون المدينة؛ فوالذي نفسي بيده لئن أرادوها لأسيرنَّ إليهم ثم لأناجزنهم فيها. قال علي: فخرجت في آثارهم فرأيتهم جنبوا الخيل وامتطوا الإبل واتجهوا إلى مكة.
هناك رواية أن هند بنت عتبة بقرت عن كبد حمزة بن عبد المطلب فلاكته فلم تستطعه فلفظته وبعد أن احتمى المسلمون بصخرة في جبل أحد تقدم أبو سفيان من سفح الصخرة ونادى «أفي القوم محمد» ؟ ثلاث مرات لم يجبه أحد ولكن أبا سفيان استمر ينادي «أفي القوم ابن أبي قحافة» ؟ «أفي القوم ابن الخطاب» ؟ ثم قال لأصحابه «أما هؤلاء فقد قتلوا» ولكن عمر بن الخطاب لم يتمالك نفسه وقال «كذبت والله إن الذين عددتهم لأحياء كلهم» ثم صاح أبو سفيان «الحرب سجال أعلى هبل، يوم بيوم ببدر» فقال الرسول محمد «الله أعلى وأجل لا سواء ! قتلانا في الجنة وقتلاكم في النار». 
ومن المواقف الشهيرة في هذه المعركة موقف أبو دجانة فقد روى ثابت "عن النبي صلَّى الله عليه وسلم قال أنه أمسك يوم "أحد" بسيف ثم قال: من يأخذ هذا السيف بحقه؟ فأحجم القوم. فقال أبو دجانة: أنا آخذه بحقه، فأخذه ففلق به هام المشركين". قال ابن إسحاق "كان أبو دجانة رجلاً شجاعاً يختال عند الحرب، وكانت له عصابة حمراء إذا اعتصب بها عُلِم أنه سيقاتل حتى الموت، فلما أخذ السيف من يد رسول الله صلَّى الله عليه وسلم تعصَّب وخرج يقول:
وموقف حنظلة بن أبي عامر خرج حنظلة بن أبي عامر من بيته حين سمع هواتف الحرب، وكان حديث عهد بعرس، فانخلع من أحضان زوجته، وهرع إلى ساحة الوغى حتى لا يفوته الجهاد وهو جنب فاستشهد وسمي بغسيل الملائكة.
ومنها ما فعله سعد بن الربيع فقد روى ابن إسحاق: «قال رسول الله صلَّى الله عليه وسلم : من رجل ينظر لي ما فعل سعد بن الربيع؟ أفي الأحياء هو أم في الأموات؟ فقال رجل من الأنصار: أنا. فنظر، فوجده جريحاً في القتلى وبه رمق. فقال له: إن رسول الله (صلَّى الله عليه وسلم) أمرني أن أنظر، أفي الأحياء أنت أم في الأموات؟ فقال: أنا في الأموات، فأبلغ رسول الله صلَّى الله عليه وسلم سلامي! وقل له: إن سعد بن الربيع يقول لك: جزاك الله عنا خير ما جزى نبياً عن أمته! وأبلغ قومك عني السلام وقل لهم: إن سعد بن الربيع يقول لكم: إنه لا عذر لكم عند الله إن خُلِص إلى نبيكم وفيكم عين تطرف».
قال ابن أبي الحديد: «وقد روى هذا الخبر جماعة من المحدّثين، وهو من الأخبار المشهورة، ووقفتُ عليه في بعض نسخ مغازي محمد بن إسحاق، ورأيت بعضها خالياً عنه، وسألت شيخي عبد الوهّاب بن سكينة عن هذا الخبر، فقال خبر صحيح، فقلت: فما بال الصحاح لم تشتمل عليه؟ قال: أو كلّما صحيحاً تشتمل عليه كتبُ الصحاح؟ كم قد أهمل جامعوا الصحاح من الأخبار الصحيحة».

## بعد المعركة
انتهت المعركة بأخذ قريش ثأرها فقد قتلوا 70 مسلما بسبعين مقاتلا من مكة يوم معركة بدر وفي سورة آل عمران إشارة إلى هذا حيث ينص الآية 165 : ﴿أَوَلَمَّا أَصَابَتْكُمْ مُصِيبَةٌ قَدْ أَصَبْتُمْ مِثْلَيْهَا قُلْتُمْ أَنَّى هَذَا قُلْ هُوَ مِنْ عِنْدِ أَنْفُسِكُمْ إِنَّ اللَّهَ عَلَى كُلِّ شَيْءٍ قَدِيرٌ ۝١٦٥﴾ [آل عمران:165]. وكان من القتلى 4 من المهاجرين ومسلم قتل عن طريق الخطأ على يد مسلمين آخرين وكان اسمه اليمان أبا حذيفة فأمرهم الرسول أن يخرجوا ديته وكانت خسائر أهل مكة حوالي 23 مقاتلا. وأمر الرسول أن يدفن قتلى المسلمين حيث أستشهدوا بدمائهم وألا يغسلوا ولا يصلى عليهم وكان يجمع بين الرجلين من قتلى أحد في ثوب واحد.
وقد حزن الرسول على مقتل عمه حمزة، قال ابن مسعود: «ما رأينا رسول الله ﷺ باكياً قط أشد من بكائه على حمزة بن عبد المطلب، وضعه في القبلة، ثم وقف على جنازته، وانتحب حتى نشع من البكاء" وروي أنه "كان رسول الله ﷺ يعز حمزة، ويحبه أشد الحب، فلما رأى شناعة المثلة في جسمه تألم أشد الألم، وقال: لن أصاب بمثلك أبداً، ما وقفت قط موقفاً أغيظ إليَّ من هذا».

## دعاء النبي محمد
روى الإمام أحمد: "لما كان يوم أحد، وانكفأ المشركون قال رسول الله (صلَّى الله عليه وسلم): استووا حتى أثني على ربي عز وجل!. فصاروا خلفه صفوفاً فقال: اللهم لك الحمد كله، اللهم لا قابض لما بسطت ولا باسط لما قبضت، ولا هادي لما أضللت، ولا مضل لمن هديت، ولا معطي لما منعت، ولا مانع لما أعطيت؛ ولا مقرِّب لما باعدت، ولا مبعِّد لما قربت. اللهم ابسط علينا من بركاتك ورحمتك وفضلك ورزقك.
اللهم إني أسألك النعيم المقيم الذي لا يحول ولا يزول. اللهم إني أسألك العون يوم العَيْلة، والأمن يوم الخوف. اللهم إني عائذ بك من شر ما أعطيتنا وشر ما منعتنا. اللهم حبب إلينا الإيمان وزينه في قلوبنا، وكره إلينا الكفر والفسوق والعصيان، واجعلنا من الراشدين. اللهم توفنا مسلمين وأحينا مسلمين وألحقنا بالصالحين غير خزايا ولا مفتونين. اللهم قاتل الكفرة الذين يكذبون رسلك ويصدون عن سبيلك، واجعل عليهم رجزك وعذابك. اللهم قاتل الكفرة الذين أوتوا الكتاب إله الحق".

## مواقف في جيش المسلمين

### بعض صور تضحيات الصحابة يوم أحد

#### تضحية أنس بن النضر
أنس بن النضر سمع في غزوة أحد أن الرسول قد مات، وأنه قتل، فمر على قوم من المسلمين قد ألقوا السلاح من أيديهم، فقال لهم: «ما بالكم قد ألقيتم السلاح؟» فقالوا: «قتل رسول الله»، فقال أنس : «فما تصنعون بالحياة بعد رسول الله؟ قوموا فموتوا على ما مات عليه رسول الله».

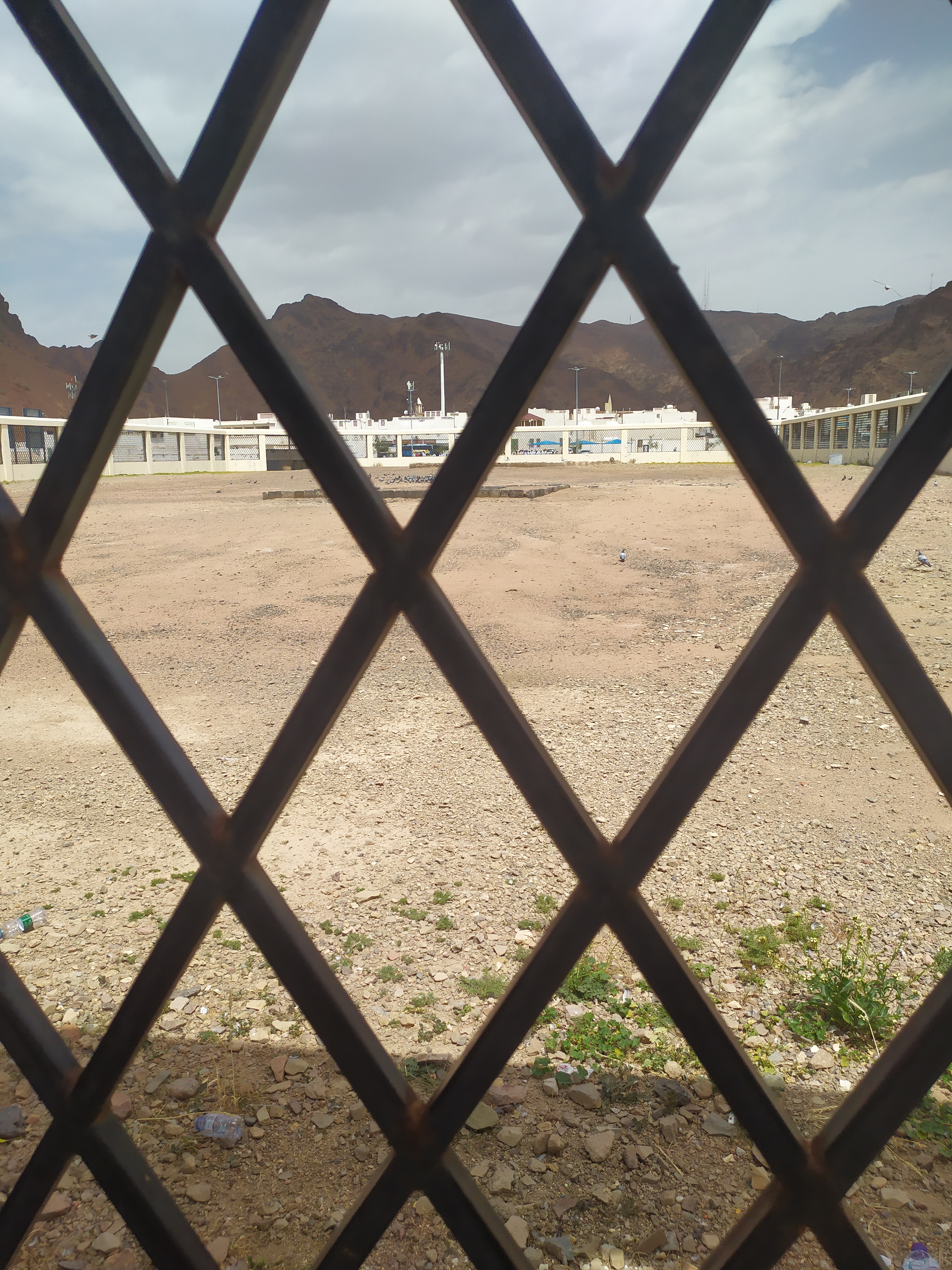
مقبرة شهداء غزوة أحد في المدينة المنورة

واندفع أنس بن النضر في صفوف القتال، فلقي سعد بن معاذ، فقال أنس: «يا سعد والله إني لأجد ريح الجنة دون أحد»، وانطلق في صفوف القتال فقاتل حتى قتل، وما عرفته إلا أخته ببنانه، وبه بضع وثمانون ما بين طعنة برمح وضربة بسيف ورمية بسهم. وقد كان أنس لم يشارك غزوة بدر فعزم النية لله على أنه في الغزوة القادمة سوف يفعل ما لا يفعله أحد وصدقت نيته إذا كانت غزوة أحد بعد بدر بسنة واحدة.

#### تضحية سعد بن الربيع
سعد بن الربيع الأنصاري سأل عنه النبي زيداً بن ثابت قائلاً: «يا زيد ! ابحث عن سعد بن الربيع بين القتلى في أحد فإن أدركته فأقرئه مني السلام، وقل له: يقول لك رسول الله: كيف تجدك؟» أي: كيف حالك؟. وانطلق زيد بن ثابت ليبحث عن سعد بن الربيع الأنصاري فوجده في آخر رمق من الحياة، فقال له: «يا سعد! رسول الله  يقرئك السلام، ويقول لك: كيف تجدك؟» فقال سعد بن الربيع لـزيد بن ثابت: «وعلى رسول الله وعليك السلام، وقل له: إني والله لأجد ريح الجنة»، ثم التفت سعد وهو يحتضر إلى زيد بن ثابت، وقال: «يا زيد بلغ قومي من الأنصار السلام، وقل لهم: لا عذر لكم عند الله إن خلص إلى رسول الله  مكروه وفيكم عين تطرف».

#### تضحية عمرو بن الجموح
ذُكر ان عمرو بن الجموح رجل أعرج لا جهاد عليه، فقد أسقط الله عنه الجهاد، لكنه سمع نداء: يا خيل الله اركبي، حي على الجهاد، وأراد أن ينطلق للجهاد في المعركة فقال أبناؤه الأربعة: «يا أبانا لقد أسقط الله عنك الجهاد، ونحن نكفيك». فبكى عمرو بن الجموح وانطلق إلى النبي ليشتكي قائلاً: «يا رسول الله! إن أبنائي يمنعوني من الخروج للجهاد في سبيل الله، ووالله إني لأريد أن أطأ بعرجتي هذه في الجنة»، فقال النبي: «يا عمرو فقد أسقط الله عنك الجهاد، فقد عذرك الله جل وعلا». ومع ذلك رأى النبي رغبة عارمة في قلب عمرو بن الجموح لخوض المعركة، فالتفت النبي إلى أبنائه الأربعة قائلاً لهم: «لا تمنعوه! لعل الله أن يرزقه الشهادة في سبيله». وانطلق عمرو بن الجموح يبحث عن الشهادة في سبيل الله، وقتل في المعركة. ومر عليه النبي بعدما قتل فقال: «والله لكأني أنظر إليك تمشي برجلك في الجنة وهي صحيحة».

#### تضحية أم عمارة
لم يشترك من نساء المسلمين في تلك المعركة إلا امرأة واحدة هي أم عمارة نسيبة بنت كعب النجارية الخزرجية فلما رأت النبي في أرض المعركة قد تكالب عليه أعداؤه من يمنة ويسرة رمت القراب التي كانت تسقي بها جرحى المسلمين، وأخذت تدافع عنه. فقال الرسول عنها: «ما رأيت مثل ما رأيت من أم عمارة في ذلك اليوم، ألتفتُ يمنة وأم عمارة تذود عني، والتفت يسرة وأم عمارة تذود عني»، وقال لها النبي في أرض المعركة: «من يطيق ما تطيقين يا أم عمارة ؟! سليني يا أم عمارة» قالت: «أسألك رفقتك في الجنة يا رسول الله» قال: «أنتم رفقائي في الجنة».

#### تضحيات شباب الأنصار
لما رأى النبي هجوم الكفار قال لنفر ممن حوله من شباب الأنصار: «من يردهم عنا وهو رفيقي في الجنة»، فتسابقوا حتى قتلوا جميعاً واحداً تلو الآخر وهم ستة من الرجال.

#### مقتل مخيريق
قال ابن إسحاق: «وكان ممن قتل يوم أحد مخيريق، وكان أحد بني ثعلبة بن الفطيون من اليهود، قال : لما كان يوم أحد، قال :يا معشر اليهود، والله لقد علمتم أن نصر محمد عليكم لحق، قالوا : إن اليوم يوم السبت، قال : لا سبت لكم. فأخذ سيفه وعدته، وقال : إن أصبت فمالي لمحمد يصنع فيه ما يشاء، ثم غدا إلى الرسول، فقاتل معه حتى قتل؛ فقال رسول الله  - فيما بلغنا – مخيريق خير اليهود».

## قائمة شهداء أحد

### المهاجرون
- حمزة بن عبد المطلب
- الحارث بن عقبة
- خنيس بن حذافة
- شماس بن عثمان
- عبد الله بن جحش
- مصعب بن عمير
- وهب بن قابوس

### الأوس
- أبو سفيان بن الحارث بن قيس
- أبو حية بن عمرو
- أنيس بن قتادة
- الأصيرم
- إياس بن أوس
- الحارث بن أنس بن رافع
- الحارث بن أوس بن معاذ
- ثعلبة بن حاطب
- جناب بن قيظي
- حبيب بن زيد
- حنظلة بن أبي عامر
- خداش بن قتادة
- خيثمة بن الحارث وحليفه عبد الله
- رفاعة بن عبد المنذر
- زيد بن حاطب
- سبيع بن حاطب وحليفه مالك
- سلمة بن ثابت
- صيفي بن قيظي
- عباد بن سهل
- عبد الله بن جبير
- عبيد بن التيهان[22]
- عمارة بن زياد
- عمرو بن ثابت
- عمرو بن معاذ
- عمير بن عدي
- عوف بن عمرو
- مالك بن أمية
- اليمان بن جابر

### الخزرج
- أبو هبيرة بن الحارث
- أنس بن النضر
- أوس بن أرقم
- أوس بن ثابت
- إياس بن عدي
- المجذر بن زياد
- النعمان بن مالك
- ثابت بن عمرو
- ثعلبة بن سعد
- ثقف بن فروة
- خارجة بن زيد بن أبي زهير
- خلاد بن عمرو بن الجموح
- ذكوان بن عبد قيس
- رافع بن مالك
- رفاعة بن عمرو بن زيد
- سعد بن الربيع
- سعيد بن سويد
- سليم بن الحارث
- سليم بن عمرو بن حديدة ومولاه عنترة
- سهيل بن قيس
- ضمرة الجهني
- عامر بن مخلد
- عبادة بن الحسحاس
- عباس بن عبادة
- عبد الله بن عمرو بن حرام
- عبيد بن المعلى بن لوذان
- عتبة بن ربيع
- عمرو بن إياس
- عمرو بن الجموح ومولاه أسير
- عمرو بن مطرف
- عمرو بن قيس وولده قيس
- قيس بن مخلد
- كيسان مولى بني النجار
- مالك بن إياس[23]
- مالك بن سنان
- نعمان بن عبد عمرو
- نوفل بن عبد الله

## الآيات القرآنية
ورد ذكر معركة أحد في عدة آيات قرآنية، ففي كتاب فقه السيرة يقول الغزالي:
- مزج العتاب الرقيق بالدرس النافع وتطهير المؤمنين، حتى لا يتحول انكسارهم في الميدان إلى قنوط يفل قواهم، وحسرة تشل إنتاجهم

﴿قَدْ خَلَتْ مِنْ قَبْلِكُمْ سُنَنٌ فَسِيرُوا فِي الْأَرْضِ فَانْظُرُوا كَيْفَ كَانَ عَاقِبَةُ الْمُكَذِّبِينَ ۝١٣٧ هَذَا بَيَانٌ لِلنَّاسِ وَهُدًى وَمَوْعِظَةٌ لِلْمُتَّقِينَ ۝١٣٨ وَلَا تَهِنُوا وَلَا تَحْزَنُوا وَأَنْتُمُ الْأَعْلَوْنَ إِنْ كُنْتُمْ مُؤْمِنِينَ ۝١٣٩﴾ [آل عمران:137–139].
- بيَّن أن المؤمن -مهما عظمت بالله صلته- فلا ينبغي أن يغتر به أو يحسب الدنيا دانت له، أو يظن قوانينها الثابتة طوع يديه.

﴿إِنْ يَمْسَسْكُمْ قَرْحٌ فَقَدْ مَسَّ الْقَوْمَ قَرْحٌ مِثْلُهُ وَتِلْكَ الْأَيَّامُ نُدَاوِلُهَا بَيْنَ النَّاسِ وَلِيَعْلَمَ اللَّهُ الَّذِينَ آمَنُوا وَيَتَّخِذَ مِنْكُمْ شُهَدَاءَ وَاللَّهُ لَا يُحِبُّ الظَّالِمِينَ ۝١٤٠﴾ [آل عمران:140].
﴿أَمْ حَسِبْتُمْ أَنْ تَدْخُلُوا الْجَنَّةَ وَلَمَّا يَعْلَمِ اللَّهُ الَّذِينَ جَاهَدُوا مِنْكُمْ وَيَعْلَمَ الصَّابِرِينَ ۝١٤٢﴾ [آل عمران:142].
- لقد جمع محمد الناس حوله على أنه عبد الله ورسوله، والذين ارتبطوا به عرفوه إماماً لهم في الحق، وصلة لهم بالله. فإذا مات عبد الله، ظلَّت الصلة الكبرى بالحيِّ الذي لا يموت باقية نامية:

## معالم ذات صلة بغزوة أحد
- مسجد الدرع موضع توقف رسول الله أثناء خروجه
- مسجد بني حارثة موضع توقف رسول الله أثناء عودته